# Tomasz Konina
Tomasz Konina (ur. 23 czerwca 1972 w Warszawie, zm. 26 sierpnia 2017) – polski reżyser teatralny i operowy, scenograf.

## Życiorys
W roku 1996 ukończył studia na Wydziale Wiedzy o Teatrze Akademii Teatralnej im. Aleksandra Zelwerowicza w Warszawie.
W roku 1998 zadebiutował jako reżyser teatralny (Wujaszek Wania Antoniego Czechowa w warszawskim Teatrze Ateneum) oraz reżyser operowy (Wesele Figara Wolfganga Amadeusza Mozarta w Operze Wrocławskiej).
W roku 2002 był stypendystą Vilar Young Artists Programme (obecnie Jette Parker Young Artists Programme) w Royal Opera House Covent Garden w Londynie.
W roku 2013 ukończył Menadżerskie Studia Podyplomowe (Zarządzanie firmą. Instrumentarium współczesnego menadżera) na Wydziale Zarządzania, Informatyki i Finansów Uniwersytetu Ekonomicznego we Wrocławiu.
W latach 2007–2015 był dyrektorem naczelnym i artystycznym Teatru Dramatycznego im. Jana Kochanowskiego w Opolu.

### Wybrane realizacje operowe, operetkowe i muzyczne
- 2000 – Tankred Gioachina Rossiniego, Teatr Wielki – Opera Narodowa w Warszawie (z Ewą Podleś w roli tytułowej pod dyrekcją Alberto Zeddy(inne języki));
- 2001 – Mefistofeles Arriga Boita, Opera Nova w Bydgoszczy;
- 2002 – Fidelio Ludwiga van Beethovena, Teatr Wielki w Poznaniu;
- 2004 – Adriana Lecouvreur Francesca Cilei, Teatr Wielki w Łodzi;
- 2005 – Makbet Giuseppe Verdiego, Teatr Wielki w Łodzi;;
- 2005 – Wesoła wdówka Franza Lehára, Teatr Muzyczny w Łodzi;;
- 2006 – La Traviata Giuseppe Verdiego, Opera Wrocławska;
- 2007 – Być jak Callas[3] wg własnego scenariusza, Teatr Muzyczny w Łodzi;;
- 2013 – Falstaff Giuseppe Verdiego, Teatr Wielki w Poznaniu;
- 2014 – Mefistofeles Arriga Boita, Opera Krakowska;
- 2015 – Baron cygański Johanna Straussa, Teatr Wielki w Łodzi;
- 2015 – Mefistofeles Arriga Boita z Trondheim Symphony Orchestra(inne języki).
- 2017 – Moc przeznaczenia Giuseppe Verdiego, Opera Śląska

Tomasz Konina wyreżyserował wiele polskich prapremier operowych:
- 2002 – Peleas i Melizanda Claude’a Debussy’ego, Teatr Wielki – Opera Narodowa w Warszawie;
- 2003 – Podróż do Reims Gioachina Rossiniego, Teatr Wielki – Opera Narodowa w Warszawie (z Ewą Podleś w roli Markizy Melibei, pod dyrekcją Alberto Zeddy(inne języki));
- 2005 – Cesarz Atlantydy Viktora Ullmanna, Warszawska Opera Kameralna;
- 2005 – Kandyd Leonarda Bernsteina, Teatr Wielki w Łodzi;
- 2010 – Kochankowie z klasztoru Valldemosa Marty Ptaszyńskiej, Teatr Wielki w Łodzi.

### Wybrane realizacje teatralne
- 2001 – Testament psa Ariana Suassuny(inne języki), Teatr im. K. Norwida w Jeleniej Górze;
- 2008 – O lepszy świat Rolanda Schimmelpfenniga, Teatr im. Kochanowskiego w Opolu;
- 2008 – Wiśniowy sad, Antoniego Czechowa, Teatr im. Kochanowskiego w Opolu;
- 2009 – Dama kameliowa Aleksandra Dumasa, Teatr im. Kochanowskiego w Opolu;
- 2009 – Idiota Fiodora Dostojewskiego, Teatr im. Kochanowskiego w Opolu;
- 2009 – Panny z Wilka Jarosława Iwaszkiewicza, Teatr im. Kochanowskiego w Opolu;
- 2010 – Królowa Śniegu Hansa Christiana Andersena, Teatr im. Kochanowskiego w Opolu;
- 2013 – Opowieści z Narnii C.S. Lewisa, Teatr im. Kochanowskiego w Opolu;
- 2014 – Królowa Śniegu Hansa Christiana Andersena, Teatr Polski w Warszawie.

### Nagrody
- 2005 – Nagroda łódzkich recenzentów teatralnych Złota Maska za inscenizację i scenografię przedstawienia operowego Adriana Lecouvreur Francesca Cilei w Teatrze Wielkim w Łodzi[4];
- 2015 – Złota Maska za scenografię do przedstawienia Opowieści z Narnii C.S. Lewisa, Teatr im. Kochanowskiego w Opolu[5].

### Odznaczenia
W dniu 18 marca 2018 odznaczony pośmiertnie Krzyżem Kawalerskim Orderu Odrodzenia Polski. Uroczysta ceremonia wręczenia odznaczenia państwowego rodzinie miała miejsce w Operze Śląskiej w Bytomiu, poprzedzona otwarciem wystawy dokumentującej pracę artysty, spektaklem Moc przeznaczenia Giuseppe Verdiego w jego reżyserii oraz krótkim filmem na temat twórcy. Order odebrała matka reżysera, Barbara Konina.

### Inne
Jako dyrektor sceny opolskiej, zaprosił do współpracy wielu znanych artystów, takich jak m.in. Agnieszka Holland, Maja Kleczewska, Aleksandra Konieczna, Monika Strzępka, Michał Borczuch, Mikołaj Grabowski, Mikołaj Mikołajczyk, Paweł Passini, Jacek Poniedziałek, Anna Smolar, Cezary Tomaszewski i wielu innych. Umożliwił także debiut reżyserski Krzysztofowi Garbaczewskiemu czy Pawłowi Świątkowi.
Podczas jego dyrekcji (2007–2015) teatr opolski współpracował także z wieloma festiwalami teatralnymi, m.in.:
- The Globe Theatre w Londynie,
- Seoul Performing Arts Festival w Korei,
- Tbilisi International Festival of Theatre(inne języki) w Gruzji,
- LaMaMa Theatre w Nowym Jorku,
- The Studio Players w Stambule,
- Teatr International Festival Minsk na Białorusi,
- Istanbul Theatre Festival w Turcji,
- Uijeongbu International Music Theatre Festival w Korei,
- Eurothalia Theatre Festival Timisoara w Rumunii.